# Димитрие Кантемир
Димитрие Константинович Кантемир е молдовски, османски и руски държавник и учен, господар (войвода) на васалното Княжество Молдова (1693, 1710 – 1711), светлейши княз на Руското царство (1711) и на Свещената Римска империя (1723). Член е на Пруската академия на науките.

## Биография
Роден е в молдовското село Силищен (днес в окръг Васлуй, Румъния, близо до град Яш, край границата с Република Молдова) в семейство на Константин Кантемир, господар на васалното Княжество Молдова. Рано губи майка си. Баща му е неграмотен и довежда на децата си гръцки учители, за да получат добро домашно образование.
След като баща му получава молдовския трон през 1685 г. и според обичая изпраща Димитрие в Константинопол като заложник наместо по-големия му брат Антиох. По време на престоя си в османската столица Димитрие усъвършенства знанията си по литература, философия, музика, османски, арабски, персийски и други езици, изучава история на Османската империя в патриаршеската Велика народна школа.
През 1691 г. Кантемир се завръща в Яш, а след смъртта на баща си през 1693 г., едва 17-годишен, е избран от Високата порта за господар на Молдова. Под натиска обаче на Константин Бранковяну (господар на васалното Княжество Влахия и съперник на рода Кантемирови) само след 20 дни е свален от трона. Завръща се в Константинопол, където живее с известни прекъсвания до 1710 г.
По време на Прутската война (1710) Димитрие Кантемир е назначен отново за господар на Молдова и трябва да вземе участие във въоръжените действия срещу османския противник. Османските надежди във верността на Димитрие Кантемир обаче са напразни, понеже още в Константинопол той се свързва с руския дипломат и посланик Пьотър Толстой. По силата на по-късен договор от Луцк с руския цар Петър Велики Кантемир поставя управляваната от него Молдова под руска протекция. Развоят на войната обаче решава друго и Димитрие Кантемир заедно с 1000 молдовски боляри заминава за Русия.
Получава от Руското царство титлата „светлейши княз“ (1711) ведно с поземлени владения: Димитровка (днес град Дмитровск в Орловска област) и Кантемировка (днес сгт. във Воронежка област). Притежава също имението Чорная Гряз (Чёрная Грязь, на територията на днешния дворцов музей-резерват Царицино в Москва) и къща в Санкт Петербург. По време на кампанията на Петър І срещу Персия Кантемир е начело на походната царска канцелария, издавайки прокламации и манифести към народа на Персия. Става сенатор (1721), в държавната служба на Руското царство достига ранг таен съветник (граждански чин от IV клас) през 1722 г.
Погребан е в Николския събор (в Николо-гръцкия манастир) в Москва. Там по-късно е погребан и синът му княз Антиох Кантемир (1708 – 1744), поет-сатирик и дипломат. Манастирът е закрит (1923) и сринат (1935). Останките на Димитрие Кантемир са открити при разрушаването на манастира и са превозени до Румъния. Препогребан е в двора на църквата „Трима спасители“ в Яш, редом до молдовския княз Василий Лупу. Църквата е осветена за светлейшия Яшки събор (1642), като в нея се съхраняват също мощите на Петка Българска.
Димитрие Кантемир има 2 дъщери и 4 сина. Дъщеря му Мария Кантемир, отличавала се с необичайна красота, е любовница на Петър I и му ражда син, за когото е имало планове да наследи царската корона, но момчето умира съвсем малко.

## Творчество
За времето си (преди Просвещението) Кантемир е изключително образован учен полиглот – освен родния си език владее османски турски, персийски, арабски, гръцки, латински, италиански, руски и френски език.
Той е също виртуозен изпълнител на тамбура и ней, организира музикално училище в Константинопол, в което събира и записва турски мелодии и композира свои оригинални произведения. Негови музикални произведения се изпълняват до днес, считани са за турска класическа музика.
Първите научни трудове на Кантемир са публикувани по време на неговите престои в Константинопол и в Яш. Философският му трактат „Диванул сау гълчава ънцелептулуй ку лумя сау жюдецул суфлетулуй ку трупул“ („Диван, или Спор на мъдреца със света, или Тяжба на душата с тялото“) излиза в Яш на гръцки и молдавски езици през 1686 г. Следват „Лауде кетре изводитор ши кетре виртутя ънвецетурий луй“ („Хвала на учителя и достойнството на негото учение“) на молдавски и Sacro sanctae scientiae indempingibilis imago („На свещената наука неописуем образ“ на латински (1700). В тези трудове получава развитие натурфилософската система на Ян ван Хелмонт. В същия период е написан трудът Compendiolum universae logices institutiones („Всеобща съкратена логика“), посветен на теорията на познанието. Написва също Edvar-i Musiki („Книга за науката на музиката“, (1703 – 1704) и първия роман на молдавски език „Йероглифическа история“ (1703 – 1704), публикуван чак през 1883 г.
Преселил се в Русия, след 1711 г. научните му интереси се насочват главно към историята. Продължава своите научи търсения, на които оказват голямо влияние реформите на Петър Велики. Огромно значение за времето си има неговият труд Книга Систима, или О состоянии мухаммеданской религии (СПб., 1722). Той участва като преводач в преговорите на Петър I с държавата на кумиките Тарковско шамхалство (със столица Тарки в днешен Дагестан). Прави първи латински превод на „Дербент-наме“ (1722) от кумикски летописец и го прави достъпен за науката.
Автор е на редица философски („Метафизика“), исторически („Историческое, географическое и политическое описание Молдавии“, „Хроника стародавности романо-молдо-влахов“), географски и други научни творби. Някои от творбите му като „История на възхода и упадъка на Османската империя“ са класически и безценен източник за историята на Османската империя. Съставил е също мемоарното „Жизнеописание Константина Кантемира“.
Научната му дейност е високо оценена от съвременниците му, поради което е сред първите членове на Кралската пруска (днес Берлинска) академия на науките. Спряган е за председател на Петербургската императорска академия на науките.

## Съчинения
- „Неописуемый образ святой науки“ (на латински: Sacrosanctae scientiae indepingibilis imago)
- „Всеобщая сокращенная логика“ (на латински: Compendiolum universae logices institutiones)
- „Книга Систима или Состояние мухаммеданской религии“. – СПб., 1722
- „Князь Молдавии“ (на латински: Principis Moldaviae). – Petropoli, 1727 (Димитрий Кантемир „Описание Молдавии“); други издания:
  - „Димитрия Кантемира, бывшего князя в Молдавии, историческое, географическое и политическое описание Молдавии с жизнью сочинителя“. С немецкого переложения перевел Василий Левшин. – Москва. В университетской типографии у Н. Новикова, 1789
  - Скрисоареа Молдовей де Димитрие Кантемир домнул ей… Монастиреа Нямцул ла анул 1825
  - Operele principelui Demetriu Cantemiru. Descriptio Moldaviae. – Buc., 1872
  - Димитрий Кантемир „Описание Молдавии“. Перевод с латинского Л. Панкратьева. – Кишинев, „Картя молдовеняскэ“, 1973
- „Иероглифическая история“ (на молдовски: История иероглификэ). – Кишинэу, 1957. Рукопись на молдавском языке. Москва
- „История образования и падения Оттоманской империи“ (на латински: Anatationes increraenta et decrementa Aulae Othomanicae)
- „Древние романо-молдаво-влашские хроники“ (на молдовски: Хроникул векимей а романо-молдо-влахилор). Рукопись на молдавском языке. Москва
- „Описание Молдавии“ (на молдовски: Дескриеря Молдовей) – Кишинев, 1957